# 蠟筆小新：雲黑齋的野心
《蠟筆小新：雲黑齋的野心》（日语：クレヨンしんちゃん 雲黒斎の野望）是日本于1995年4月15日上映的蜡笔小新电影，也是蜡笔小新的第3部动画电影。

## 概要
- 《蠟筆小新电影作品》系列第三作。標題一樣由原作臼井儀人命名，該作為臼井老師劇場版漫畫作品最終作。
- 和系列第10作《蠟筆小新：風起雲湧 壯烈！戰國大會戰》同為時代劇題材作品。
- 本作雖貴為少數的時代劇主題，但其中仍摻入大量科幻元素。劇情前、中段部分皆以戰國時代的劍、弓、武打為主；後半段則是巨大機器人（科幻）戰鬥場面。
- 本作以多首濃厚日本風的音樂作背景，日後在其相關題材作品也常出現。

## 劇情
來自未來30世紀的時空巡邏隊員「鈴可·絲諾絲多姆」在時空空間巡邏時，發現戰國時代時空發生異常。打算前往調查的鈴可，卻突然被數枚時空魚雷襲擊。為了保命，鈴可隨機迫降於任意時間點，而該時間點正好是「20世紀」，並卡在小白狗屋旁的地下。由於墜落導致時空駕駛艙系統失去作用，就連時空巡邏隊總部也無法聯絡，僅剩迷你機和緊急道具能夠使用。鈴可情急之下，附身在野原家的小白身上，並向野原一家解釋戰國時代所發生的危機，希望三人能和她一同前往戰國時代逮捕犯罪者。野原家三人穿上萬能套裝（時空裝）進入時光機，回到16世紀的戰國時代。
野原一家經過了一番折騰，終於到了戰國時代，而所在地正是春日部城遺址。此時從四面八方出現了帶著單眼頭巾的黑衣忍者向野原一家襲來，所幸為吹雪丸搭救。吹雪丸為春日城主春日兵部守秀綱的後裔。但之後一位名為「雲黑齋」的城主出現後，殺害了其雙親、並把其妹雪乃變成珠子（雪乃實為男性，但自認是女生並男扮女裝。擔憂無後繼子嗣的城主，因此把吹雪丸當成男孩撫養）。春日部城也付之一炬。在躲入森林後一年後，吹雪丸的力量有所成長、並碰上相傳為傳說中的勇士野原一家後，感覺時機成熟，決定並踏上復仇之旅。
雲黑齋的部下劍士貓之進，在田園中出現在吹雪丸一行人面前。吹雪丸得知眼前的不速之客是殺母兇手後理智斷線，發了狂地亂砍，卻反而陷入危機；所幸小新及時啟用時空裝的「緊急機能」解救了吹雪丸，也打敗了貓之進。在那之後，另一神秘幹部－黛安娜銀出現，並用其妖術並將廣志和美冴封印進了兩顆小彈珠中。之後，吹雪丸敘述了春日家代代相傳的古老傳說，也就是她與野原一家親近的理由：「當春日家遇到危急存亡之際，三個人和一隻狗的勇士們將會出現。春日家僅存的一員將和勇士們同心協力，以守護刀第七沉沉丸一同打倒敵人。」此時吹雪丸等人又碰上佛里德金·珠死朗襲擊，但小新透過緊急機能，再度擊倒了佛里德金·珠死朗。吹雪丸等人此時決定攻向雲黑齋城。在城堡中，吹雪丸與黛安娜銀直接對決並打倒了黛安娜銀，但也受黛安娜銀毒氣攻擊，無法繼續走下去，只得把第七沉沉丸託付給小新，期望他能打倒雲黑齋。雲黑齋實為30世紀的「歇魯·傑可曼」，並試圖抗拒鈴可的逮捕令。但在小新透過緊急機能與第七沉沉丸活躍下，小新終於打倒歇魯·傑可曼。16世紀的戰國時代回到正軌。吹雪丸在雲黑齋時間線的經歷，也因為時空被修正，而成為吹雪丸的夢。
回到現代後，野原一家準備上班上學、但卻發現整個20世紀，變成戰國江戶風格的風格，野原一家也被懸賞，但鈴可此時即時救出野原一家。原來歇魯·傑可曼實際上沒有死，而是逃到20世紀改變了日本。他也成為平行時空的日本國總統。鈴可為應對歇魯·傑可曼與其機器人「雲黑城」，也準備了時間犯罪防止帽，讓小新變出能打倒雲黑城的機器人。在數次對決後，野原一家發動了動感光波槍，擊殺了歇魯·傑可曼與雲黑城。
之後，鈴可把野原一家，送回大略於故事開頭的時候。野原一家見到要進入時光機的自己，暗自保佑他們後，再度回到日常生活。

## 登場角色
※本作在香港存在三個粵語配音版本。
- 鴻星影視版本：片名為《雲黑齋的野心》，1996年收錄於鐳射影碟，由鴻星影視推出。
- ATV版本：片名為《雲黑齋之野心》，1997年7月20日在本港台首播。
- 亞洲影帶版本：片名為《雲黑齋的野心》，2009年收錄於DVD及VCD，由亞洲影帶推出。

| 配音員                                   | 角色            | 介紹 |
| ---------------------------------------- | --------------- | --- |
| 浦和惠 魏晶琦（臺灣） 周恩恩（香港）     | 春日吹雪丸      | 本部電影女主角之一。為了拯救被雲黑齋封印的妹妹雪乃，沉潛修練一年，如今將向雲黑齋報弒親滅城之仇。劍法出色，左臂上著裝單手鎧甲。愛馬為「英姿」，號稱國內第一駿馬。起初，表明為男性，到了劇情中段，真實性別才被小新看穿。由於家庭因素，纔被當成男孩子養育。 |
| 佐久間レイ 楊凱凱（台灣） 姜麗儀（香港） | 鈴可·絲諾絲多姆 | 本部電影女主角之一，來自30世紀的時空巡邏隊隊員，隸屬於時間管理局亞洲分部。駕駛艙編號為P23-27。其職責係取締、逮捕修改時間及歷史的時空犯罪者。身著力量和防禦力倍增的時空裝，另也有使移動能力增強20倍的貓咪套裝。 事實上，「鈴可·絲諾絲多姆（リング・スノーストーム）」和「吹雪丸」於日語中意思相同，而鈴可和吹雪丸長相也頗為相似。 |
| 加藤精三 魏伯勤（台灣） 李家傑（香港）   | 雲黑齋          | 本部電影主要反派角色，係於戰國時代毀掉春日部城，成為新支配者的神秘人物。據點為「雲黑城」。 雲黑齋的真面目為未來人－歇魯·傑可曼（ヒエール・ジョコマン，富山敬配音），遞出的名片頭銜為「古代歷史文化研究中心文化人、世界四次元藝術指導協會會員」。其依序派出了貓之進、珠死朗、阿銀襲擊野原一家和吹雪丸。在戰敗之後，歇魯逃往現代，並自封為「日本大統領」佔領著現代日本，並以奇異的江戶時代風格大舉改變了現代。 在《蠟筆大戰》中，曾以酒吧客人登場。 |
| 戶谷公次 李景唐（台灣）                  | 又旅貓之進      | 本部電影反派角色之一，雲黑齋的部下，劍士。嗜酒，偏好女色。劍法高超。於油菜花田一戰時，向吹雪丸坦承他是殺母兇手。 |
| 玄田哲章 于正昇（台灣）                  | 佛里德金·珠死朗 | 本部電影反派角色之一，雲黑齋的部下。係擁有怪力的巨漢，並身穿鮮橙色鎧甲。以槍型武器「千人殺」夜襲住在溫泉的吹雪丸等人。 |
| 萩森侚子 賀世芳（台灣） 莊巧兒（香港）   | 黛安娜銀        | 本部電影反派角色之一，雲黑齋唯一的女部下。係身材高挑，皮膚白皙的美人。擁有將人類封印成彈珠的能力。其真面目為藉由30世紀科技所製造而成的極精密人偶。 |
| －                                       | 黑子忍者        | 佩戴「一目」頭巾，手拿紫色響板型手裡劍的忍者。行動敏捷，擅長水戰的忍者稱為「水蜘蛛」 曾於《蠟筆大戰》中登場。 |
| 水谷優子 蔣篤慧（台灣）                  | 春日雪乃        | 吹雪丸的妹妹，遭到雲黑齋封印在小彈珠內，而小彈珠由吹雪丸隨身攜帶在身上。其原為男性，不過其自懂事以來就認為自己應該是女兒身。 |

### 漫畫版登場人物
春日吹雪丸
漫畫版和电影版設定完全不同。
言行為女性，令廣志和小新以為其係女性。事實上是男性。
雲黑齋
曾為吹雪丸祖先所封印的邪惡之人，擁有把人類變成「大便」的妖術。他的名字日語發音與「大便臭」同音。
曾被雪乃的「魔殺扇」所擊中，不過卻因魔殺扇已有損傷使得威力稍弱，被雲黑齋躲過一劫。
此後藉由時空裂縫來到了現代，把野原家周遭的人全都變成了大便，打算企圖征服現代或趁此抹殺野原家。
而後被吹雪丸推進時空裂縫來到恐龍時代，因無法將恐龍變成大便而被吃掉。
又樂齋（またがくさい）
漫畫版中黑雲齋的部下。直立的頭髮和太陽眼鏡為其特徵。他的名字日語發音與「胯下臭」同音。
以劍術緊逼吹雪丸，最後吹雪丸用劍導引落雷，導致觸電敗北。
羽鬼樂齋（わきがくさい）
漫畫版中黑雲齋的部下。她的名字日語發音與「狐臭」同音。
搶走美冴的皮包。以棒術和小新、廣志對決，最後被吹雪丸擊退。
在雲黑城之戰時直到廣志用鏡盾把雲黑齋的妖術反射回去而被照到變成大便。
春日雪乃
於漫畫版的性別為女性。
武器為具有魔力，可殺人的折扇「魔殺扇」。

## 人員
- 原作 - 臼井儀人
- 演出 - 原惠一
- 作畫導演 - 原勝徳、堤規至
- 美術導演 - 中村隆、野村可南子
- 攝影導演 - 高橋秀子
- 黏土動畫 - 石田卓也
- 音樂 - 荒川敏行
- 錄音間督 - 大熊昭
- 剪輯 - 岡安肇
- 製作人 - 茂木仁史、堀内孝、太田賢司
- 導演 - 本鄉滿
- 脚本・分鏡 - 本鄉滿、原恵一
- 設定設計 - 湯淺政明
- 角色設計 - 原勝徳
- 色彩設計 - 野中幸子
- 特殊效果 - 土井通明
- 動畫確認 - 小原健二
- 演出助手 - 水島努
- 動畫 - 京都Animation、
- 仕上検査 - 松谷早苗、堀越智子
- 仕上 - 京都动画、
- 背景 -
- 撮影 -
- - 渡辺由利夫、末弘孝史
- 効果 - 松田昭彦（フィズサウンドクリエイション）
- 整音
- 整音 - 柴田信弘、内山敬章
- 録音制作 -
- - 小澤恵
- 録音演出 - 飯草良花
- 編集 - 小島俊彥、中葉由美子、村井秀明、川崎晃洋、三宅圭貴
- 標題 - 道川昭
- 現像 - 東京現像所
- 制作 - 柏原健二、山川順一
- 制作進行 - 魁生聡、和田泰、斉藤敦、別紙直樹
- 技術協力 - 森幹生
- 制作 -
- 原画

林静香 高倉佳彦 湯浅政明 末吉裕一郎 西村博之

大塚正実 木上益治 岡田幸子 市川修 松山正彦

安藤真裕 松下浩美 黒沢守 清水洋 木村陽子

## 音樂
| 類別   | 曲名 | 作詞       | 作曲     | 編曲         | 歌手                       |
| ------ | ---- | ---------- | -------- | ------------ | -------------------------- |
| 片頭曲 | 「」 | 里乃塚玲央 | 小杉保夫 | 加藤みちあき | 野原しんのすけ（矢島晶子） |
| 片尾曲 | 「」 | 井上望     | 小杉保夫 | 林有三       | 杉本幸子                   |

## 外部連結
- 互联网电影数据库（IMDb）上《蠟筆小新：雲黑齋的野心》的资料（英文）
- 開眼電影網上《蠟筆小新：雲黑齋的野心》的資料（繁體中文）
- 时光网上《蠟筆小新：雲黑齋的野心》的資料（简体中文）
- 豆瓣电影上《蠟筆小新：雲黑齋的野心》的資料 （简体中文）